# In the Moonlight (film 1914)
In the Moonlight  è un cortometraggio muto del 1914 sceneggiato e diretto da Thomas Ricketts. Di genere drammatico e sentimentale, fu prodotto dalla American Film Manufacturing Company e aveva come interpreti Ed Coxen, Winifred Greenwood, Charlotte Burton.

## Trama
Ospite della signora Westley, George Lytton invita Mary Lang, la sorella della padrona di casa, a una romantica gita in canoa sotto i raggi complici della luna. Quando i due tornano indietro, Mary scopre che Lytton è sposato e rimprovera la sorella di averglielo tenuto nascosto. Ferita per essere stata ingannata, Mary lascia la casa. Lytton finge sorpresa per l'insolito comportamento di Mary e continua a frequentare la signora Westley: prima per ragioni di affari, poi per un rapporto più amichevole.
Passano gli anni. I bambini delle due famiglie sono cresciuti. Dora organizza una grande festa per la figlia Sunshine a cui è invitato Frank, il figlio di Lytton, insieme al padre. I due giovani si innamorano. Tornata inaspettatamente dall'estero, Mary - ancora bellissima - sembra interessata solo a portare Frank in canoa sotto il chiaro di luna. Il ragazzo viene colpito dalla freccia di Cupido e, dopo essere stato rifiutato da Sunshine, chiede ripetutamente la mano di Mary che, alla fine, acconsente.
Ma la giovinezza alla fine vince, i "raggi del sole" (Sunshine) distruggono le illusioni di Mary che, alla luce del giorno, non sopporta il confronto con la rivale più giovane. Resasi conto che Frank non fa per lei, gli restituisce l'anello. Lytton, convinto ancora che Mary sposerà il figlio, la supplica di lasciarlo, offrendole del denaro. Con il cuore spezzato, Mary prende una canoa e si addentra nella laguna da dove non ritornerà mai più viva.

## Produzione
Il film fu prodotto dalla American Film Manufacturing Company.

## Distribuzione
Distribuito dalla Mutual Film, il film - un cortometraggio in due bobine - uscì nelle sale cinematografiche degli Stati Uniti il 4 maggio 1914.